# Ridande polis

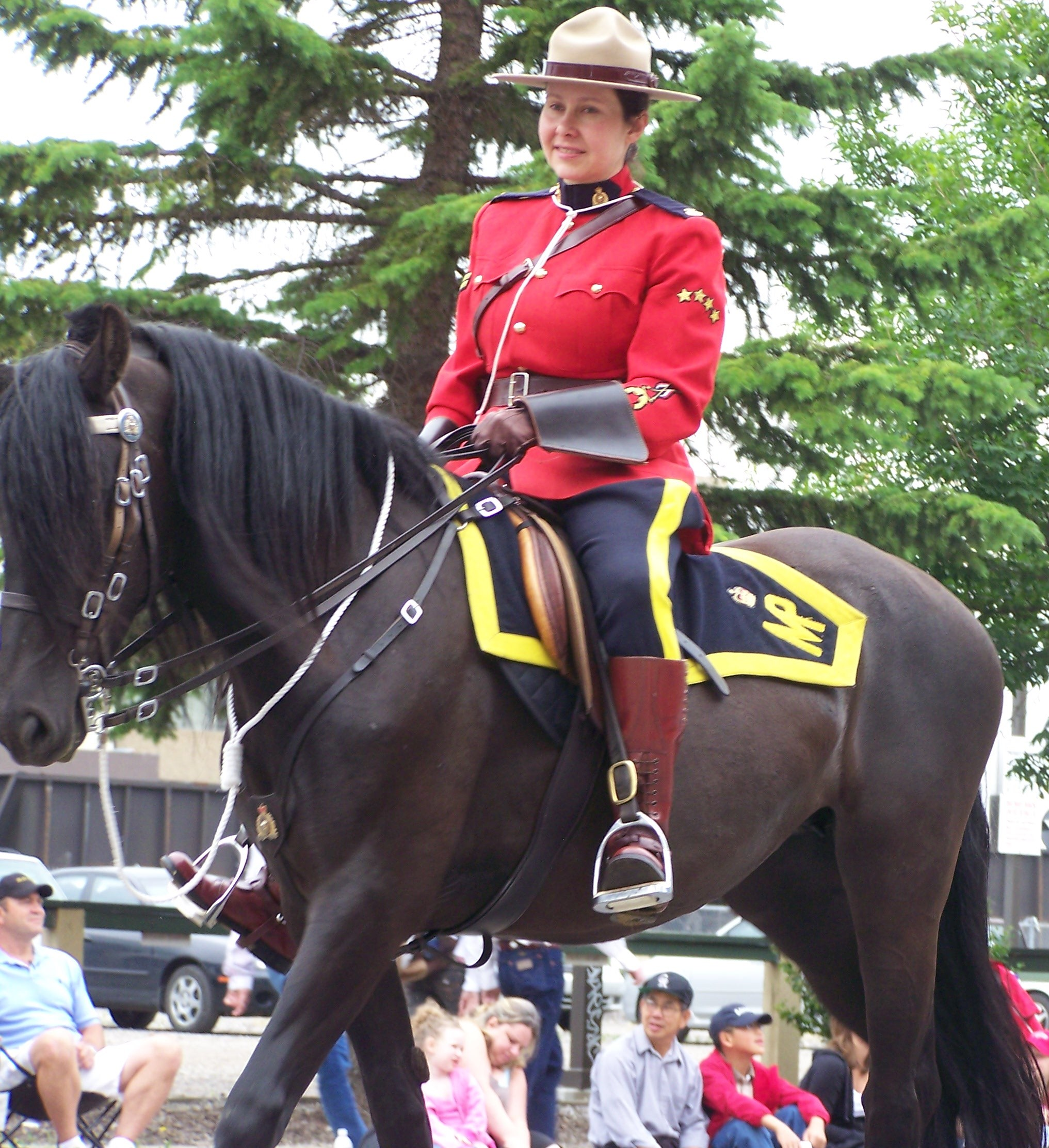
Kanadensisk ridande polis.

Ridande polis är poliser till häst. Ridande polisen brukas användas när det är stora folkmassor vid evenemang och vid parader. Inom Royal Canadian Mounted Police, Kanadas ridande polis, finns en av de mer välkända ridande polisstyrkorna.

## Historia
Den äldsta beridna enheten är London Bow Street Horse Patrol som grundades 1758. Under 1850-talet fanns beridna enheter i många länder i Europa.

### Sverige
I Sverige utgjordes de första ridande poliserna av husarer som låg i kasern i rikets städer. Dessa utgjorde grunden för det senare under 1800-talet skapade ridande poliserna. I exempelvis Göteborg låg ett detachement ur Kronprinsens husarregemente kasernerat från 1700-talet till 1882, vilka gjorde polis- och vakttjänst i staden. Dagens ridande polis i Göteborg bildades troligen under 1880-talet, men de dyker upp i källmaterialet 1891, och då såsom 15 beridna konstaplar.

## Om hästarna
I England, Kanada och USA finns speciella typer av hästar, kallade polishästar. Spanien är det enda land i världen som enbart använder sig av en enda hästras, den inhemska Andalusiern. Dessa andalusier tränas så att de ryggar (backar) samtidigt som de sparkar bakut för att effektivt skingra folkmassor och bråk. I Barcelona är de också unika med att använda hingstar. De flesta använder ston eller valacker då dessa är lugnare.[källa behövs]

## Bildgalleri

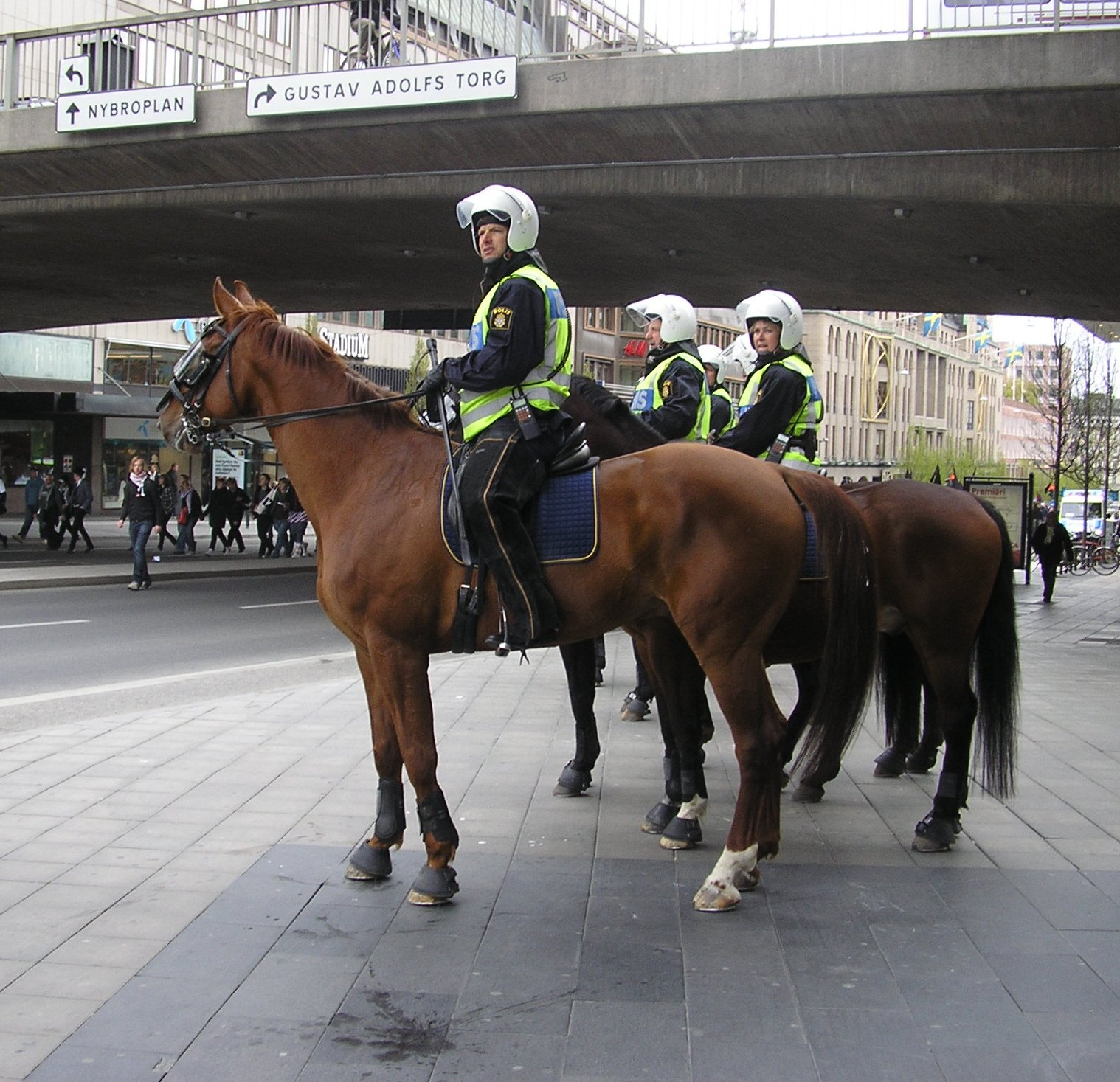
Svenska ridande poliser med kravallutrustning.
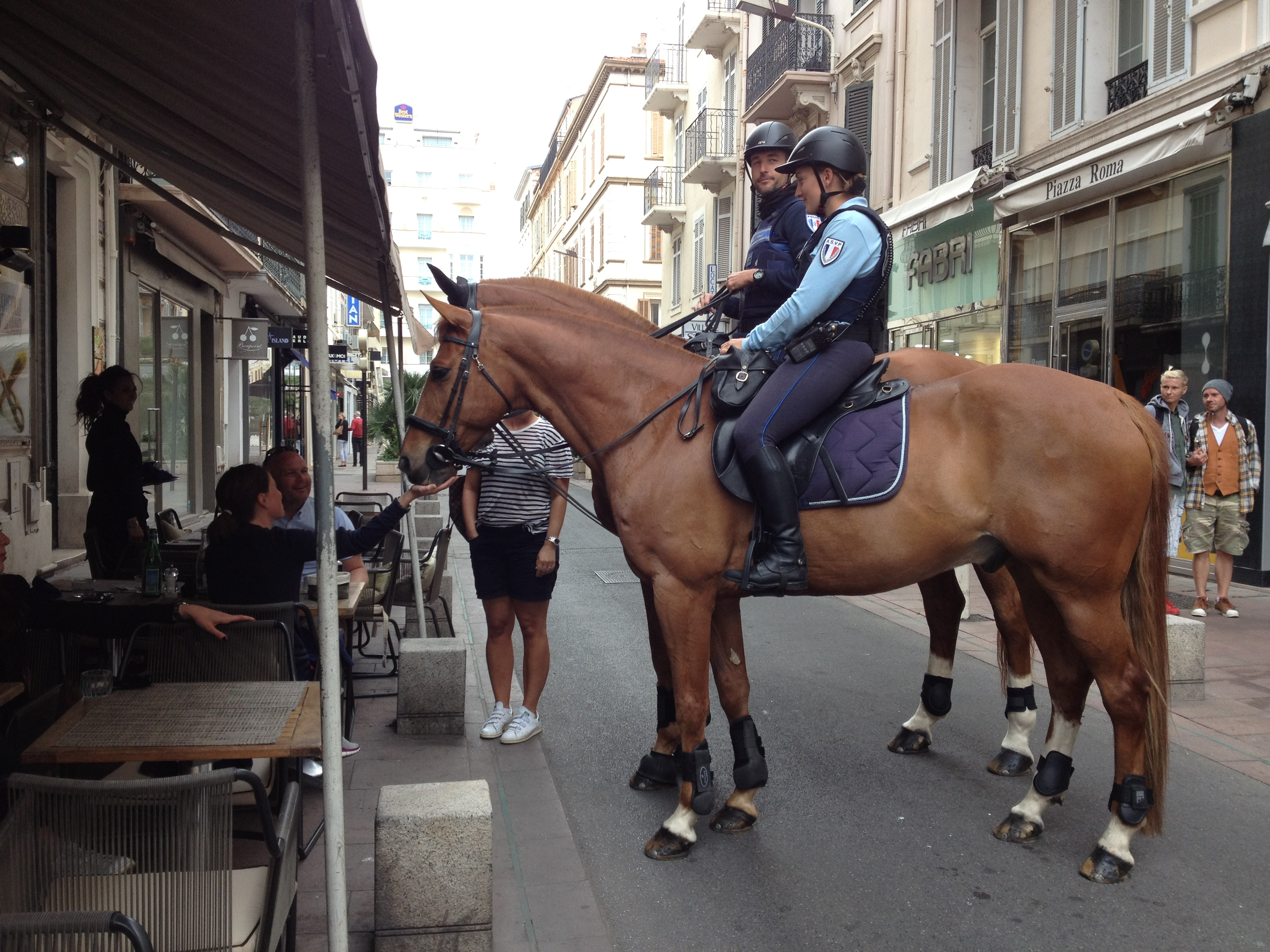
Franska ridande poliser i Cannes.
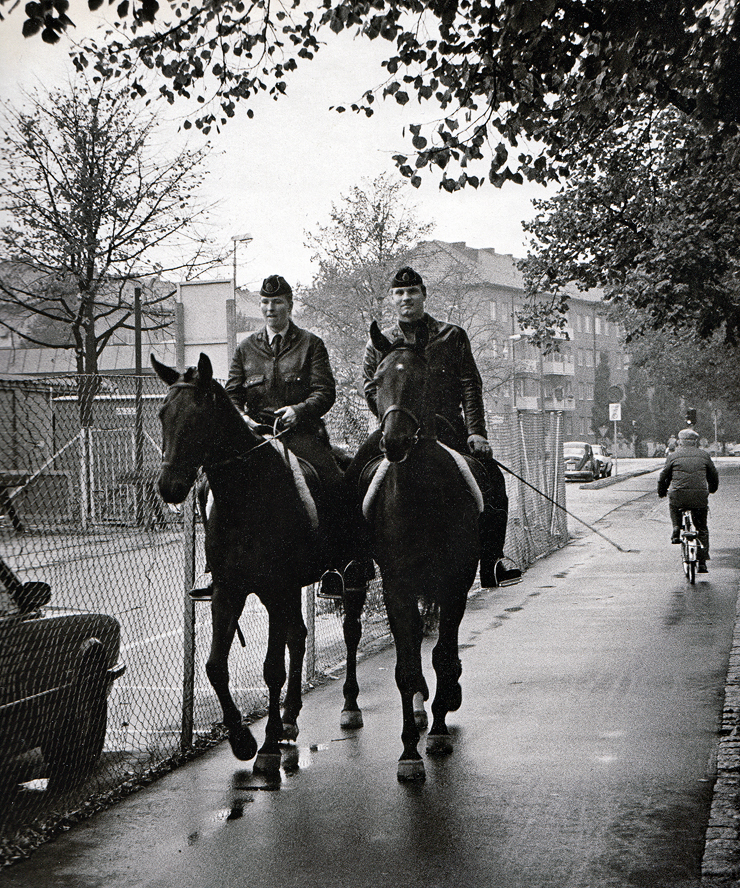
Ridande poliser i Malmö 1985.
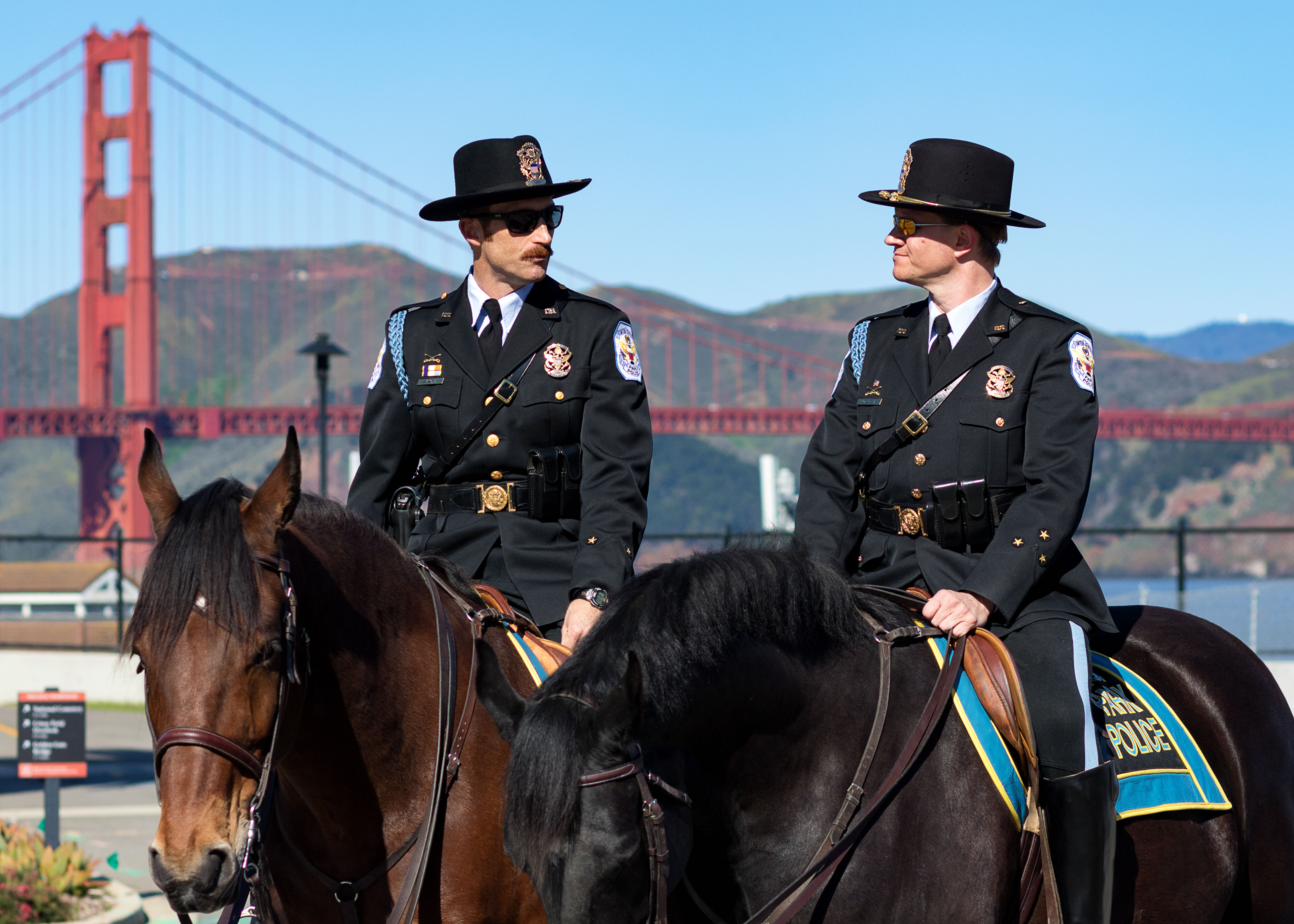
Två ridande poliser tillhörande U.S. Park Police i San Francisco med Golden Gate-bron i bakgrunden.